# Desa Tesabela (administrativ by i Indonesien, lat -10,61, long 123,22)
Desa Tesabela är en administrativ by i Indonesien.   Den ligger i provinsen Nusa Tenggara Timur, i den sydöstra delen av landet, 1 900 km öster om huvudstaden Jakarta. Desa Tesabela ligger på ön Pulau Roti.